# 上游水库 (高安)
上游水库位于中国江西省高安市西北部的华林山西南面，是一座以灌溉为主，兼顾防洪、养殖、发电、旅游等综合利用的大（二）型水库。“上游”二字是以当年口号“力争上游”而命名的。1958年10月开始建设，1966年9月建成。建设时淹没耕地14600亩，迁移人口3051人。2000年4月开始除险加固工程正式启动，到2002年底基本完工。
上游水库是锦北灌区的主要水源。
水库北端洪城村的一座岛上有唐代桂岩书院遗址，这是中国最早的私家书院之一。
2000年开始开发旅游。2003年11月被水利部列为国家水利风景区。2005年江西省水上运动中心在此建立训练基地。现在，上游水库与华林山主峰华林寨共同组成华林寨-上游湖省级风景名胜区。